# Тајци (Лењинградска област)
Тајци (рус. Та́йцы) насељено је место са административним статусом варошице (рус. посёлок городского типа) на северозападу европског дела Руске Федерације. Налази се у западном делу Лењинградске области и административно припада Гатчињском рејону.
Према проценама националне статистичке службе за 2015. у вароши је живело 3.375 становника.
Статус насеља урбаног типа, односно варошице носи од 1960. године.
Демидовски дворац и парк који га окружује налази се на Унесковој листи светске баштине као део комплекса Историјског центра Санкт Петербурга и околних споменика.

## Географија
Варошица Тајци је смештена у северном делу Гатчињског рејона, на подручју Ижорског побрђа. Налази се на свега 9 километра северно од административног центра рејона Гатчине, и на око 40 километра јужно од историјског центра Санкт Петербурга.
Кроз насеље пролази друмски правац и железница која Гатчину повезује са Санкт Петербургом.

## Историја
У писаним изворима из 1500. године помиње се насеље Стаишча (рус. Стаища) као део Дјагиленског црквеног поседа. на карти Ингерманландије Августа Бергенхајма из 1676. насеље се помиње као село Стајца, док се на шведској мапи ингерманландске провинције из 1704. помиње као посед Стајцахоф (швед. Staitsahof).
Након што је током Великог северног рата руска војска успела да од Швеђана преузме управу над тим подручјем, император Петар Велики је имање Тајци доделио у посед адмиралу Ивану Головину (иначе прадеди Александра Пушкина).
Насеље је током 1770-их година прешло у посед руског племића и индустријалца Александра Демидова, који је на том месту подигао летњиковац окружен огромним парком. Демидовљев летњиковац се данас налази на листи културног наслеђа Русије.
На етнографској карти Санктпетербуршке губерније Петра Кепена из 1849. године, насеље се помиње као Велики Тајци (рус. Большие Тайцы), и наведено је укупно 98 становника.
Године 1875. у насељу су отворена два школска одељења, по једно на руском и финском језику. У Тајцима су неко време живели и радили чувени руски сликар Семјон Шчедрин и композитор Николај Римски-Корсаков.
Непосредно након Октобарске револуције 1917, Такци постају седиштем Староскворцовске општине Царскосељског округа. Насеље Тајци је 1. јула 1930. административно означено као одмаралиште, и део истоимене руралне општине. Према статистичким подацима из 1935. у насељу је живело 5.127 становника.
Дана 1. јула 1960. насеље Тајци добија званичан административни статус радниче варошице..

## Демографија
Према подацима са пописа становништва 2010. у вароши су живела 2.853 становника, док је према проценама националне статистичке службе за 2015. варошица имала 3.375 становника.
| 1939. | 1959. | 1970. | 1979. | 1989. | 2002. | 2010. | 2015. |
| ----- | ----- | ----- | ----- | ----- | ----- | ----- | ----- |
| 5.127 | 6.446 | 5.079 | 3.999 | 2.929 | 2.644 | 2.853 | 3.375 |